# Andska orogeneza
Andska orogeneza (špansko Orogenija andina) je stalni proces orogeneze, ki se je začel v zgodnji juri in je odgovorna za nastanek Andov. Orogeneza je posledica ponovnega aktiviranja dolgoživega sistema subdukcije vzdolž zahodne meje Južne Amerike. V kontinentalni lestvici sta bili obdobji krede (90 Ma - (milijon let)) in oligocena (30 Ma) preureditev v orogenezi. Lokalno se podatki o naravi orogeneze razlikujejo glede na segment in obravnavano geološko obdobje.

## Pregled
Podrivanje ali subdukcija in s tem orogeneza se dogaja v sedanji jugozahodni Ameriki od razpada super kontinenta Rodinia v neoproterozoiku.  Paleozojske pampaške, famatinske in gondvanske orogeneze so neposredne predhodnice kasnejše andske orogeneze.  Za prve faze andske oroogeneze v juri in zgodnji kredi je značilna ekstenzivna tektonika, rifting, razvoj bazenov in namestitev velikih batolitov. Predpostavlja se, da je ta razvoj povezan s subdukcijo hladne oceanske litosferske plošče. Med sredino do pozne krede (približno 90 milijonov let pred sedanjostjo) se je andska orogeneza znatno spremenila. Zdi se, da se je toplejša in mlajša oceanska litosferska plošča začela podrivati pod južnoameriško ploščo. Taka vrsta subdukcije je odgovorna ne le za intenzivno kontrakcijsko deformacijo, za katero so veljale različne litologije, ampak tudi za vzpon in erozijo, za katere je znano, da so se zgodile od pozne krede dalje. Plastična tektonska reorganizacija od sredine krede je bila morda povezana tudi z odprtjem južnega Atlantika. Druga sprememba, povezana s tektonskimi spremembami sredi krede, je bila sprememba subdukcijske smeri oceanske litosferske plošče, ki se je od gibanja proti jugovzhodu gibala proti severovzhodu pred približno 90 milijoni let.  Medtem ko se je smer subdukcije spremenila, je ostala poševna (in ne pravokotna) na obalo Južne Amerike, sprememba smeri pa je vplivala na več vzporednih motenj podvodnega območja, vključno z Atacamo, Domeyko in Liquiñe-Ofqui. 
Subdukcija z nizkim kotom ali ploskovna sbdukcija je bila v času andske orogeneze pogosta, kar je pripeljalo do skrčenega skrajšanja in deformacije ter preprečevanja vulkanizma v loku. Podvodno območje ploskovne subdukcije se je zgodilo v različnih časih v različnih delih Andov, s severno Kolumbijo (6-10 ° S), Ekvadorjem (0-2 ° J), severnim Perujem (3-13 ° J) in severovzhodnim Čilom in Argentino (24-30 ° J), ki jih trenutno doživljajo.
Tektonski dvig Andov in regionalna klima sta se razvijali sočasno in vplivali drug na drugo. Topografska pregrada, ki so jo oblikovali Andi, je ustavila prehod vlažnega zraka v sedanjo puščavo Atacama. Ta aridnost je nato spremenila normalno površinsko prerazporejanje mase z erozijo in rečnim transportom, kar je spremenila poznejša tektonska deformacija. 
V oligocenu se je Farallonova plošča razklala, tako da je oblikovala današnji Kokosovo in Nazca ploščo, ki sta uvedli vrsto sprememb v andski orogenezi. Nova Nazca plošča je bila nato usmerjena v ortogonalno subdukcijo z Južno Ameriko, ki je Ande vedno znova dvigovala, pri čemer je najbolj vplivala v miocenu. Medtem ko imajo različni deli Andov svoje lastne zgodovinske vzpone, so se Andi znatno zvišali v zadnjih 30 milijonih letih. 